# Remanea arenicola
Remanea arenicola är en kräftdjursart som först beskrevs av Walter Klie 1929.  Remanea arenicola ingår i släktet Remanea och familjen Paramesochridae. Arten är reproducerande i Sverige. Inga underarter finns listade i Catalogue of Life.